# József Bajza
József Bajza (Fugyivásárhely, 31. siječnja 1885. – Budimpešta, 8. siječnja 1938.) bio je mađarski književni povjesničar.

## Životopis
Od 1910. počinje se sve više zanimati za južnoslovensko pitanje te se od tada pa sve do smrti usmjerio na rješavanje tog pitanja. Godine 1923. godine postao je redovni profesor hrvatskog jezika i književnosti na Sveučilištu Péter Pázmány.
Svoje članke iz povijesti književnosti pisao je pod imenom „Jožef Siči” te u onima u kojima se bavio hrvatskim pitanjem pod imenom „Kornel Batorič”.
Pokopan je na groblju Kerepeši u Budimpešti, 10. siječnja 1938. godine. Na hrvatskoj nacionalnoj traci na vijencu pisalo je „Pokojnom Kornelu Batoriču u spomen na rad u nacionalnom interesu Hrvatske”.

### Članci
- Stevović, Nenad. 2019. Milan Šufflay, Jožef Bajza i hrvatsko-mađarski odnosi. Zbornik Janković. Ogranak Matice hrvatske u Daruvaru. Daruvar. 4 (4): 617–620